# Jambol (stad)
Jàmbol (Bulgaars: Ямбол) is een stad met 68.074 inwoners in het zuidoosten van Bulgarije, en de hoofdplaats van de gelijknamige oblast. De stad ligt op de noordelijke oever van de rivier de Toendzja op ongeveer 90 km van de Zwarte Zee. De stad wordt geheel omsloten door de gemeente Toendzja.

## Geschiedenis
De stad werd door de Romeinse keizer Diocletianus in 293 gesticht ter ere van Zeus en kreeg de naam Diospolis. De Griekse naam Dianopolis, de Turkse naam Yambolu en de Bulgaarse naam Jambol gaan alle op deze vernoeming terug.
Jambol was in de middeleeuwen een belangrijke vestingstad, die in 1373 door het Ottomaanse Rijk werd ingenomen. In 1878 werden de Turken verdreven. In dat jaar kwam Jambol in Oost-Roemelië te liggen, wat acht jaar later opging in Bulgarije.
Aan de Turkse tijd herinneren een goed bewaard gebleven overdekte markt en de Eski-moskee.

## Bevolking
In 1934 telde de stad Jambol zo’n 24.920 inwoners. Dat aantal nam gestaag toe vanwege massale migratie vanuit het armere platteland. In 1992 bereikte de bevolking een hoogtepunt met 91.497 inwoners. Sindsdien daalt het inwonersaantal in een rap tempo. Anno 31 december 2018 telde de stad Jambol 68.074 inwoners. Meer dan de helft van de bevolking van de oblast Jambol woont in deze stad. 
| stad Jambol   | 24.920  | 30.574  | 42.333  | 58.465  | 75.766  | 89.993  | 91.497  | 82.649  | 74.132  | 68.074  |
| oblast Jambol | 157.660 | 177.627 | 187.278 | 187.381 | 182.038 | 182.034 | 175.839 | 156.070 | 131.447 | 118.897 |

#### Etniciteit
De stad wordt voornamelijk bewoond door etnische Bulgaren (87%), maar de nationale minderheidsgroepen zijn ook alomvertegenwoordigd. Zo vormen de Bulgaarse Roma ruim 6% van de bevolking en de Bulgaarse Turken een kleine 5%. 

#### Religie
Op religieus gebied zijn de meeste inwoners lid van de Bulgaars-Orthodoxe Kerk (74%), protestants (3%) of moslim (2%). Een groot deel is niet-religieus of heeft niet gereageerd op de optionele volkstelling van februari 2011. 

## Economie
In 2018 bedroeg het werkloosheidspercentage 8,3% van de beroepsbevolking.

#### Industrie
De industrie in de stad Jambol is voornamelijk gebaseerd op machinebouw, metaalverwerking, chemische industrie, textielindustrie en meubelproductie. De afgelopen tijd vindt ook steeds vaker productie van elektrische auto-apparatuur en recycling van plastic afval plaats.

#### Landbouw
Jambol is het centrum van een sterk ontwikkeld landbouwgebied met gunstige bodem- en klimatologische omstandigheden, in samenhang met een effectief irrigatiesysteem.  Hier worden veldgewassen zoals tarwe, gerst en zonnebloemen gekweekt evenals talloze wijngaarden en fruitboomgaarden.
Er wordt veel aandacht besteed aan het planten van ecologische gewassen en biogewassen. Ook de melkveehouderij, varkenshouderij, pluimveehouderij en bijenteelt zijn vertegenwoordigd. Ook worden er in dit gebied zoetwatervissen gefokt.